# Billet de 100 francs Jeune Paysan
Pour les articles homonymes, voir 100 francs.
Recto
Verso
Chronologie
100 francs Descartes 100 nouveaux francs Bonaparte
Le 100 francs Jeune Paysan est un billet de banque français créé le 7 novembre 1945, émis à partir du 10 mars 1947 par la Banque de France. Il fait suite au 100 francs Descartes.

## Historique
Ce billet appartient à la nouvelle série « personnalités et métiers » décidée par le Conseil général de la Banque de France en 1945 (ici, l'agriculture et la pêche) et qui comprend aussi le 50 francs Le Verrier et le 500 francs Chateaubriand : elle adopte un graphisme très Art déco, insufflant une pointe de modernité à la ligne des billets de banque français. Il faudra attendre la dernière série, celle de 1992 conçue par Roger Pfund pour retrouver un tel esprit.
Avant le lancement de cette série le 7 septembre 1945, de nombreux essais avait été tentés : le Gouvernement s'étant débarrassé des billets émis sous l'Occupation par le biais de l'ordonnance du 4 juin 1945, et aussi des billets drapeaux fabriqués aux États-Unis finalement démonétisés à la fin 1947, or donc, à mesure que le territoire français était libéré, on contacta plusieurs entreprises de gravure dont la Société technique d'impression fiduciaire qui proposa en 1944 un Cent francs Molière bleu, considéré par la Banque — et le général de Gaulle — comme encore trop proche du type dollar américain.
Imprimé de novembre 1945 à avril 1954, le billet type Jeune Paysan est progressivement retiré de la circulation à compter du 6 décembre 1954, remplacé par la nouvelle pièce de 100 francs Cochet en cupronickel, laquelle sera remplacée en 1960 par la pièce de 1 franc Semeuse.
Il cesse d'avoir cours légal le 1er janvier 1963 après avoir été émis à 1 515 000 000 exemplaires.

## Description
Il fut peint par Robert Poughéon dans des tons polychromes à dominante marron-rouge et fut gravé par Camille Beltrand.
Au recto : le visage d'un jeune paysan blond portant son outil de sarclage et suivi par deux bœufs attelés.
Au verso : un couple de marins avec leurs trois bambins autour d'un cabestan. La femme, tenant un petit crabe à la main, joue avec ses trois enfants, devant une panière. L'homme, coiffé d'un béret, est assis sur une stèle et regarde des chalutiers et un grand voilier à quai.
Le filigrane blanc représente la tête d'un jeune homme de face.
Les dimensions sont de 130 mm × 85 mm.